# 春風亭朝枝
春風亭 朝枝（しゅんぷうてい ちょうし）または柳亭 朝枝（りゅうてい ちょうし）は、落語家の名跡。
- 柳亭朝枝 - （生没年不詳）四代目林家正蔵門下で「正之助」から三代目春風亭柳枝門下で「柳亭朝枝」を名乗る。禽語楼小さんの一座で上方へ来たこともあったが、小さんが帰京したあとも上方に残った。本名∶大池 清八。「花色木綿」を得意としていたので泥棒朝枝などと呼ばれた。高座へ上るとあっちからもこっちからも「どろぼうッ」「どろぼうッ」と大騒ぎで、ある時寄席の横の路地を歩いていた警官がこれを聞いて本当に泥棒と勘違いし、寄席へ踏み込んで来たことがあったという。かっぽれや松尽くしの踊りで売った。妻は東家小満八。
- 柳亭朝枝 - 後∶入船扇蔵
- 柳亭朝枝 - 初代談洲楼燕枝門下
- 春風亭朝枝[1] - 本項にて記述

春風亭 朝枝（しゅんぷうてい ちょうし、1986年4月12日 - ）は、落語協会に所属する落語家。本名∶池田 剛紀。出囃子は『南郷』。

## 経歴
2015年2月16日、春風亭一朝に入門。同年10月29日に神田連雀亭で初高座、演目は「寿限無」。翌年4月1日に前座となり「朝七」と名乗る。
2020年2月11日に橘家文太、柳亭市若、柳亭市次郎と共に二ツ目に昇進し「朝枝」と改名する。

## 芸歴
- 2015年2月 - 春風亭一朝に入門。
- 2016年4月 - 前座となる、前座名「朝七」。
- 2020年2月 - 二ツ目昇進、「朝枝」と改名。

## 受賞歴
- 2023年03月　第22回さがみはら若手落語家選手権 優勝[2]
- 2023年10月　浅草演芸ホールで行われた「あしたこそ」 優勝
- 2024年09月　天下一落語会  優勝[3]
- 2025年04月　第4回プリモ芸術コンクール2025 本選 落語部門 グランプリ[4]

## 出演
- BSフジサタデースペシャル Zabu-1グランプリ2021(2021年1月30日、BSフジ）